# Campeonato Italiano de Futebol de 1908 – Primeira Divisão
A Primeira Divisão do Campeonato Italiano de Futebol de 1908, também conhecida oficialmente como Prima Categoria de 1908, foi a 11.ª edição (a 5.ª como Prima Categoria) da principal divisão do Campeonato Italiano de Futebol.
A competição foi organizada pela Federazione Italiana Football — FIF (atual FIGC) e realizou-se de 1 de março a 17 de maio de 1908.
O título de campeão ficou com o Pro Vercelli, primeiro trófeu de sua história.

## Premiação
| Campeonato Italiano de Futebol de 1908 Primeira Divisão |
| ------------------------------------------------------- |
| Football Club Pro Vercelli 1892 Campeão (1.º título)    |